# Walter Kölle
Walter Kölle (* 26. Juni 1936 in Eichtersheim, Kreis Heidelberg; † 23. Dezember 2020 in Hannover) war ein  deutscher Wasserchemiker.

## Leben
1965 wurde Walter Kölle an der TH Karlsruhe bei Josef Holluta promoviert. Im Anschluss war er Post Doc bei Heinrich Sontheimer und wissenschaftlicher Mitarbeiter bei Werner Stumm an der Harvard University. Von 1971 bis 1973 war er wissenschaftlicher Mitarbeiter mit dem Arbeitsgebiet "Umweltanalytik" am Forschungszentrum Karlsruhe. 1971 war er der erste Wissenschaftler, der mit dem Fachgruppenpreis der Wasserchemischen Gesellschaft ausgezeichnet wurde.
Von 1974 bis 1996 war er zunächst Laborleiter, dann Leiter des Instituts für Wasserforschung bei der Stadtwerke Hannover AG.
Im Dezember 2010 richtete er zusammen mit seiner Frau Gerlinde bei der GDCh die Walter-Kölle-Stiftung ein, um den wissenschaftlichen Nachwuchs in der Wasserchemie zu fördern. Zweck der Stiftung ist die Förderung wissenschaftlicher Arbeiten auf dem Gebiet der Wasserchemie und die Prämierung hervorragender Arbeiten junger Wissenschaftler und Wissenschaftlerinnen auf diesem Gebiet. Im gleichen Jahr erhielt er die Ehrennadel der Wasserchemischen Gesellschaft.
Kölle hat etwa 100 Publikation in seinem Fachgebiet veröffentlicht. Er befasste sich hauptsächlich mit der Chemie des Grundwassers und dessen Denitrifikationsreaktionen, Wasseraufbereitung von huminstoffreichen Wässern sowie Korrosionsprozessen in Wasserleitungen. Er entwickelte auch das Siderit-Modell.

## Veröffentlichungen
- Wasseranalysen - richtig beurteilt : Grundlagen, Parameter, Wassertypen, Inhaltsstoffe
- Entwicklung der Grundwasserbeschaffenheit; In: Von Brunnen und Zucken, Pipen und Wasserkünsten : die Entwicklung der Wasserversorgung in Niedersachsen / hrsg. von Gerhard M. Veh und Hans-Jürgen Rapsch; 1998
- mit H. Schikowski; Leistungsminderung, Regeneration und Neubau von Filterbrunnen : ein Erfahrungsbericht der Stadtwerke Hannover AG; 1993
- Untersuchungen zur quantitativen Bestimmung von Mineralölprodukten in organisch belasteten Wässern und Abwässern; 1965, Diss.
- mit Heinrich Sontheimer und Paul Spindler: Rohöl und Trinkwasser : Untersuchungen zum Pipelineproblem am Bodensee; 1967
- Anwendung von makroporösen Ionenaustauschern und/oder Aluminiumoxid zur weitgehenden Entfernung von Huminstoffen und Erprobung der Auswirkung derselben auf das Verteilungsnetz; 1981